# Taizé
 Ovo je glavno značenje pojma Taizé. Za druga značenja pogledajte Taizé (razdvojba).
Taizé je selo i zajednica u francuskoj pokrajini Saône-et-Loire, Burgundija. Nalazi se u središnjoj Francuskoj, blizu Mâcona. 
Stanovnika (1999): 161.
U Taizéu se nalazi međunarodna redovnička, ekumenska zajednica osnovana 1940. od Brata Rogera, i danas ima oko stotinjak braće iz različitih država i različitih kršćanskih tradicija. 
Taizé je isto poznat i kao mjesto hodočašća uglavnom mladih. Svaki tjedan, stotine i tisuće posjetitelja, uglavnom u dobi od 17 - 30 godina, posjećuje Taizé da dožive iskustvo molitve i zajedničkog suživota.

## Poveznice
- Zajednica iz Taizéa
- Taizé – Europski ekumenski susret mladih u Zagrebu 2006.

## Vanjske poveznice
- Službene stranice Zajednice iz Taizéa

|  | Portal Francuske – Pristup člancima s tematikom o Francuskoj. |